# 49-та паралель північної широти
49-та паралель північної широти — лінія широти, що лежить на 49 градусів північніше земної екваторіальної площини. Вона проходить через Європу, Азію, Тихий океан, Північну Америку та Атлантичний океан.
В 15 км на південь від 49-ї паралелі пн.ш. лежить Париж, який є найбільшим містом, розташованим між 48-ю та 49-ю паралелями пн.ш. Міжнародний аеропорт Шарля де Голля лежить на цій паралелі.
Через 49-ту паралель північної широти проходить частина (приблизно 2030 км) кордону між Канадою та США, від Британської Колумбії до Манітоби з боку Канади та від Вашингтон до Міннесоти з боку США, точніше від протоки Джорджія на схід до Лісового озера. Цей міжнародний кордон був встановлений Англо-американською конвенцією 1818 року та Орегонським договором 1846 року, хоча геодезичні знаки були встановлені в 19 столітті не дуже точно, що спричинило відхилення кордону від 49-ї паралелі пн.ш. на десятки метрів.
На цій широті під час літнього сонцестояння сонце видно 16 годин 12 хвилин, а під час зимового сонцестояння — 8 годин 14 хвилин. Ця широта також приблизно відповідає мінімальній широті, на якій астрономічні сутінки в день літнього сонцестояння можуть тривати всю ніч. На північ від 49-ї паралелі пн.ш. лежить трохи менше 1/8 поверхні Землі.

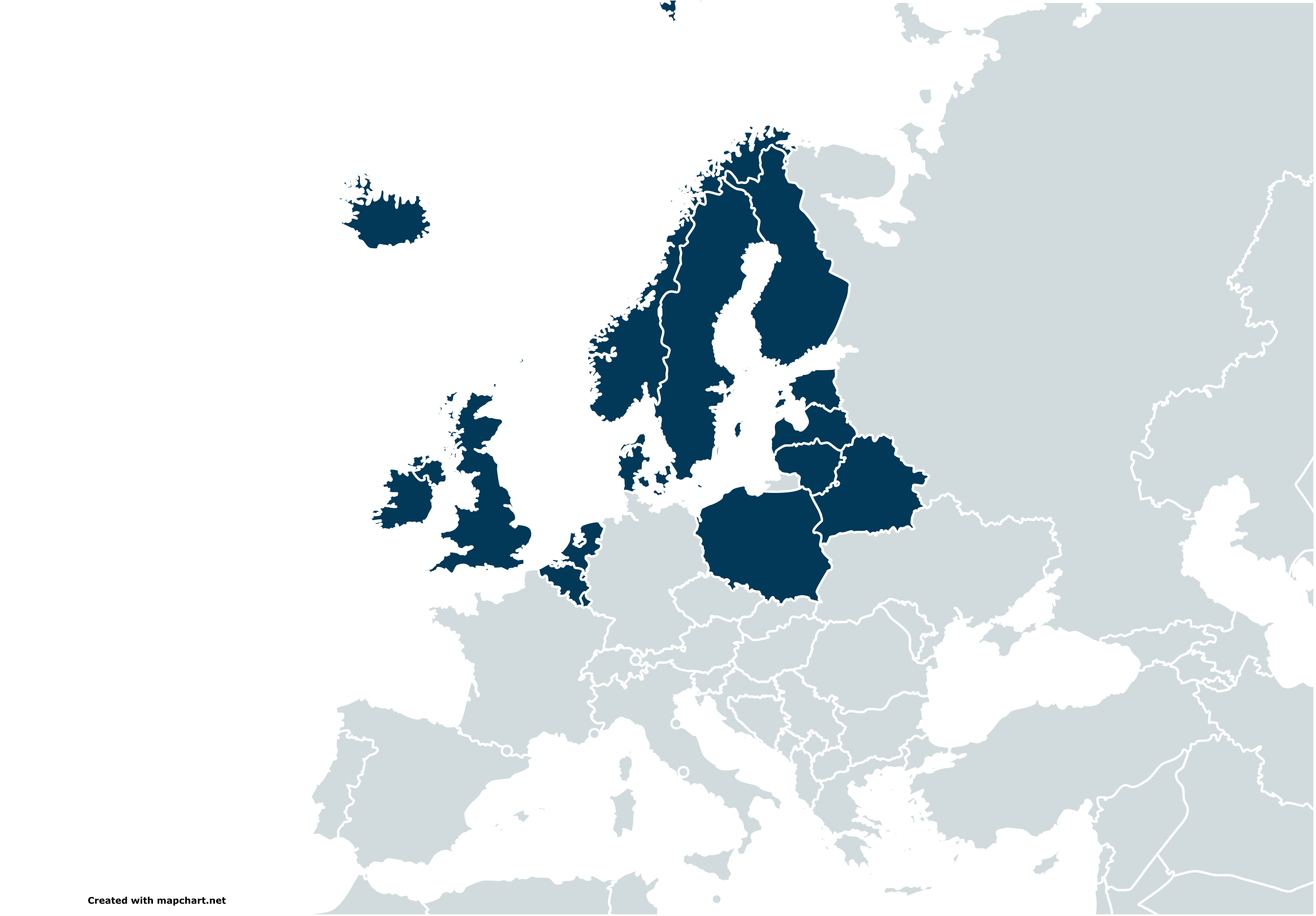
Європейські країни, що повністю лежать на північ від 49-ї паралелі північної широти

## Список географічних об'єктів, що перетинає 49° пн. ш.
Починаючи з Гринвіцького меридіана та рухаючись на схід, 49-та паралель північної широти проходить через:
| Координати                                                   | Країна, територія або море | Примітки |
| ------------------------------------------------------------ | -------------------------- | --- |
| 49°0′ пн. ш. 0°0′ сх. д. / 49.000° пн. ш. 0.000° сх. д.      | Франція                    | Нормандія Іль-де-Франс О-де-Франс Гранд-Ест |
| 49°0′ пн. ш. 8°4′ сх. д. / 49.000° пн. ш. 8.067° сх. д.      | Німеччина                  | Рейнланд-Пфальц Баден-Вюртемберг — проходить через Карлсруе Баварія — проходить через Регенсбург |
| 49°0′ пн. ш. 13°24′ сх. д. / 49.000° пн. ш. 13.400° сх. д.   | Чехія                      | Проходить північніше Чеських Будейовиців |
| 49°0′ пн. ш. 15°0′ сх. д. / 49.000° пн. ш. 15.000° сх. д.    | Австрія                    | Приблизно на 4,8 км |
| 49°0′ пн. ш. 15°4′ сх. д. / 49.000° пн. ш. 15.067° сх. д.    | Чехія                      | Приблизно на 5 км |
| 49°0′ пн. ш. 15°8′ сх. д. / 49.000° пн. ш. 15.133° сх. д.    | Австрія                    | Приблизно на 120 м |
| 49°0′ пн. ш. 15°8′ сх. д. / 49.000° пн. ш. 15.133° сх. д.    | Чехія                      | |
| 49°0′ пн. ш. 17°57′ сх. д. / 49.000° пн. ш. 17.950° сх. д.   | Словаччина                 | Тренчинський край Жилінський край Пряшівський край — проходить через Пряшів |
| 49°0′ пн. ш. 22°32′ сх. д. / 49.000° пн. ш. 22.533° сх. д.   | Україна                    | Закарпатська область Львівська область Івано-Франківська область — проходить через Болехів та Коломию Тернопільська область — проходить південніше Чорткова Хмельницька область Вінницька область — проходить південніше Жмеринки Черкаська область — проходить через Шполу Кіровоградська область Полтавська область — проходить через Кременчук та Горішні Плавні Дніпропетровська область Харківська область Донецька область — проходить через Лиман Луганська область — проходить через Рубіжне |
| 49°0′ пн. ш. 39°42′ сх. д. / 49.000° пн. ш. 39.700° сх. д.   | Росія                      | Ростовська область Волгоградська область |
| 49°0′ пн. ш. 46°55′ сх. д. / 49.000° пн. ш. 46.917° сх. д.   | Казахстан                  | |
| 49°0′ пн. ш. 86°44′ сх. д. / 49.000° пн. ш. 86.733° сх. д.   | КНР                        | Сіньцзян |
| 49°0′ пн. ш. 87°55′ сх. д. / 49.000° пн. ш. 87.917° сх. д.   | Монголія                   | |
| 49°0′ пн. ш. 116°8′ сх. д. / 49.000° пн. ш. 116.133° сх. д.  | КНР                        | Внутрішня Монголія Хейлунцзян |
| 49°0′ пн. ш. 130°0′ сх. д. / 49.000° пн. ш. 130.000° сх. д.  | Росія                      | Амурська область Єврейська автономна область Хабаровський край |
| 49°0′ пн. ш. 140°21′ сх. д. / 49.000° пн. ш. 140.350° сх. д. | Татарська протока          | |
| 49°0′ пн. ш. 142°1′ сх. д. / 49.000° пн. ш. 142.017° сх. д.  | Росія                      | Проходить через острів Сахалін |
| 49°0′ пн. ш. 142°57′ сх. д. / 49.000° пн. ш. 142.950° сх. д. | Охотське море              | Затока Терпіння |
| 49°0′ пн. ш. 144°26′ сх. д. / 49.000° пн. ш. 144.433° сх. д. | Росія                      | Проходить через острів Сахалін |
| 49°0′ пн. ш. 144°27′ сх. д. / 49.000° пн. ш. 144.450° сх. д. | Охотське море              | Проходить між островами Харімкотан[en] та Екарма[en], Курильські острови, Росія |
| 49°0′ пн. ш. 154°22′ сх. д. / 49.000° пн. ш. 154.367° сх. д. | Тихий океан                | |
| 49°0′ пн. ш. 125°41′ зх. д. / 49.000° пн. ш. 125.683° зх. д. | Канада                     | Проходить через острови Ванкувер, Тетіс[en] та Гальяно[en] Британська Колумбія — проходить через Ледісміт |
| 49°0′ пн. ш. 123°34′ зх. д. / 49.000° пн. ш. 123.567° зх. д. | Протока Джорджія           | |
| 49°0′ пн. ш. 123°5′ зх. д. / 49.000° пн. ш. 123.083° зх. д.  | США                        | Вашингтон — проходить через Пойнт-Робертс |
| 49°0′ пн. ш. 123°2′ зх. д. / 49.000° пн. ш. 123.033° зх. д.  | Затока Бондері-Бей[en]     | Затока Семіахму-Бей[en] |
| 49°0′ пн. ш. 122°45′ зх. д. / 49.000° пн. ш. 122.750° зх. д. | США                        | Вашингтон |
| 49°0′ пн. ш. 121°56′ зх. д. / 49.000° пн. ш. 121.933° зх. д. | Канада                     | Британська Колумбія |
| 49°0′ пн. ш. 121°25′ зх. д. / 49.000° пн. ш. 121.417° зх. д. | США                        | Вашингтон |
| 49°0′ пн. ш. 120°11′ зх. д. / 49.000° пн. ш. 120.183° зх. д. | Канада                     | Британська Колумбія |
| 49°0′ пн. ш. 119°49′ зх. д. / 49.000° пн. ш. 119.817° зх. д. | США                        | Вашингтон |
| 49°0′ пн. ш. 117°18′ зх. д. / 49.000° пн. ш. 117.300° зх. д. | Канада                     | Британська Колумбія |
| 49°0′ пн. ш. 116°28′ зх. д. / 49.000° пн. ш. 116.467° зх. д. | США                        | Айдахо Монтана |
| 49°0′ пн. ш. 115°21′ зх. д. / 49.000° пн. ш. 115.350° зх. д. | Канада                     | Британська Колумбія |
| 49°0′ пн. ш. 114°57′ зх. д. / 49.000° пн. ш. 114.950° зх. д. | США                        | Монтана |
| 49°0′ пн. ш. 114°12′ зх. д. / 49.000° пн. ш. 114.200° зх. д. | Канада                     | Британська Колумбія Альберта Саскачеван |
| 49°0′ пн. ш. 109°41′ зх. д. / 49.000° пн. ш. 109.683° зх. д. | США                        | Монтана |
| 49°0′ пн. ш. 109°12′ зх. д. / 49.000° пн. ш. 109.200° зх. д. | Канада                     | Саскачеван |
| 49°0′ пн. ш. 107°22′ зх. д. / 49.000° пн. ш. 107.367° зх. д. | США                        | Монтана |
| 49°0′ пн. ш. 106°55′ зх. д. / 49.000° пн. ш. 106.917° зх. д. | Канада                     | Саскачеван Манітоба |
| 49°0′ пн. ш. 98°58′ зх. д. / 49.000° пн. ш. 98.967° зх. д.   | США                        | Північна Дакота Міннесота |
| 49°0′ пн. ш. 96°13′ зх. д. / 49.000° пн. ш. 96.217° зх. д.   | Канада                     | Манітоба |
| 49°0′ пн. ш. 95°17′ зх. д. / 49.000° пн. ш. 95.283° зх. д.   | Лісове озеро               | Проходить між островами Біг та Бігсбі, Онтаріо, Канада |
| 49°0′ пн. ш. 94°25′ зх. д. / 49.000° пн. ш. 94.417° зх. д.   | Канада                     | Онтаріо – проходить північніше Ніпігона Квебек – проходить через Жирардсвіль[en] |
| 49°0′ пн. ш. 68°38′ зх. д. / 49.000° пн. ш. 68.633° зх. д.   | Річка Святого Лаврентія    | |
| 49°0′ пн. ш. 66°58′ зх. д. / 49.000° пн. ш. 66.967° зх. д.   | Канада                     | Проходить через Гаспе Квебек — проходить через Ле-Мешен[en] та Гаспе |
| 49°0′ пн. ш. 64°24′ зх. д. / 49.000° пн. ш. 64.400° зх. д.   | Затока Святого Лаврентія   | Проходить південніше острова Антикості, Квебек, Канада |
| 49°0′ пн. ш. 58°31′ зх. д. / 49.000° пн. ш. 58.517° зх. д.   | Канада                     | Проходить через острів Ньюфаундленд Ньюфаундленд і Лабрадор — проходить через Пасадену and Бішопс-Фоллс |
| 49°0′ пн. ш. 53°44′ зх. д. / 49.000° пн. ш. 53.733° зх. д.   | Атлантичний океан          | |
| 49°0′ пн. ш. 5°38′ зх. д. / 49.000° пн. ш. 5.633° зх. д.     | Протока Ла-Манш            | Затока Сен-Мало[en] — проходить південніше острова Джерсі |
| 49°0′ пн. ш. 1°33′ зх. д. / 49.000° пн. ш. 1.550° зх. д.     | Франція                    | Нормандія |

## Кордон між Канадою та США

### Історія

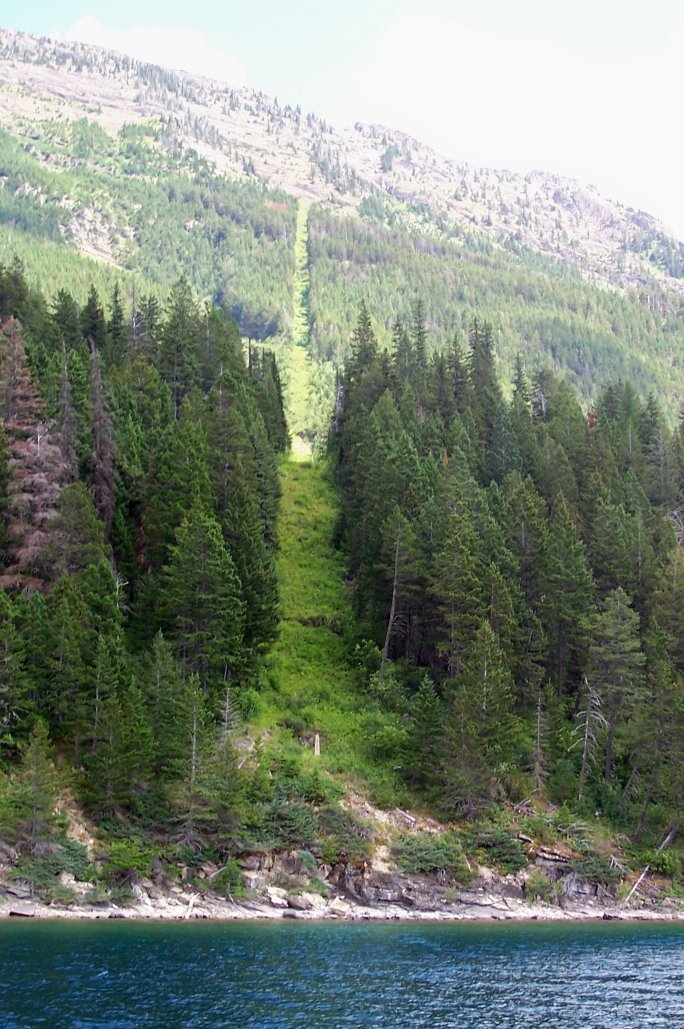
49-та паралель північної широти на озері Уотертон (озеро): розчищена смуга землі проходить вздовж кордону Канади та США

У 1714 році Компанія Гудзонової затоки запропонувала провести західну частину кордону між землями Компанії та територією Франції по 49-й паралелі північної широти. Ще у 1813 році Велика Британія та Франція погодилися за Утрехтським миром розпочати переговори про встановлення кордону, однак переговори врешті провалилися.
Після купівлі Луїзіани Сполученими Штатами Америки в 1803 році було погоджено, що кордон між новими територіями США та Британською Північною Америкою проходитиме уздовж вододілу між басейнами річок Міссурі та Міссісіпі з одного боку та басейном Гудзонової затоки з іншого. Однак точно визначити розташування вододілу в регіоні Центральних рівнин Північної Америки було дуже важко. Британські та американські комітети, які зібралися після війни 1812 року для вирішення суперечки щодо кордону, визнали, що проведення геодезичних досліджень з метою визначити розташування вододілу викличе конфлікт, і домовилися про простіше розв'язання проблеми кордону: провести його по 49-й паралелі північної широти, що було зафіксовано в конвенції 1818 року. Обидві сторони отримали або втратили певну територію за цією конвенцією, але США отримали більше, ніж втратили, зокрема забезпечили право власності на басейн Червоної річки. Конвенція 1818 року встановлювала кордон лише на відрізку між крайньою північно-західною точкою Лісового озера на сході та Скелястими горами на заході. На захід від Скелястих гір договір закріпив спільну окупацію Орегонського краю обома сторонами; на схід від Лісового озера було збережено кордон, встановлений Паризьким договором.
Попри те, що за результатами Конвенції 1818 року був встановлений кордон між США та великою Британією, жодна з країн контролювала території по свій бік кордону: ефективний контроль над цими землями все ще здійснювали корінні американці, передусім ассінібойни, лакота та чорноногі, а також канадські метиси. Протягом подальших десятиліть шляхом завоювань та договорів американці та канадці встановили контроль над територіями на заході. Серед індіанців 49-та паралель пн.ш. отримала назву "Лікувальна лінія" через її, здавалося б, магічну здатність перешкоджати перетину її солдатами США.
Під час президентських виборів 1944 року в США Демократична партія стверджувала, що північний кордон території Орегон має проходити через 54°40′ пн.ш., що пізніше було відображено в гаслі 1846 року «П'ятдесят чотири-сорок або бій!». Однак спір щодо орегонського кордону було врегульовано дипломатичним шляхом у Орегонському договорі 1846 року. Ця угода розділила Орегон між Британською Північною Америкою та США по 49-й паралелі пн.ш. Кордон був продовжений на захід до узбережжя протоки Джорджія; далі він оминає острів Ванкувер через протоку Бондері-Пасс, протоку Харо та протоку Хуан-де-Фука.

### Кордон

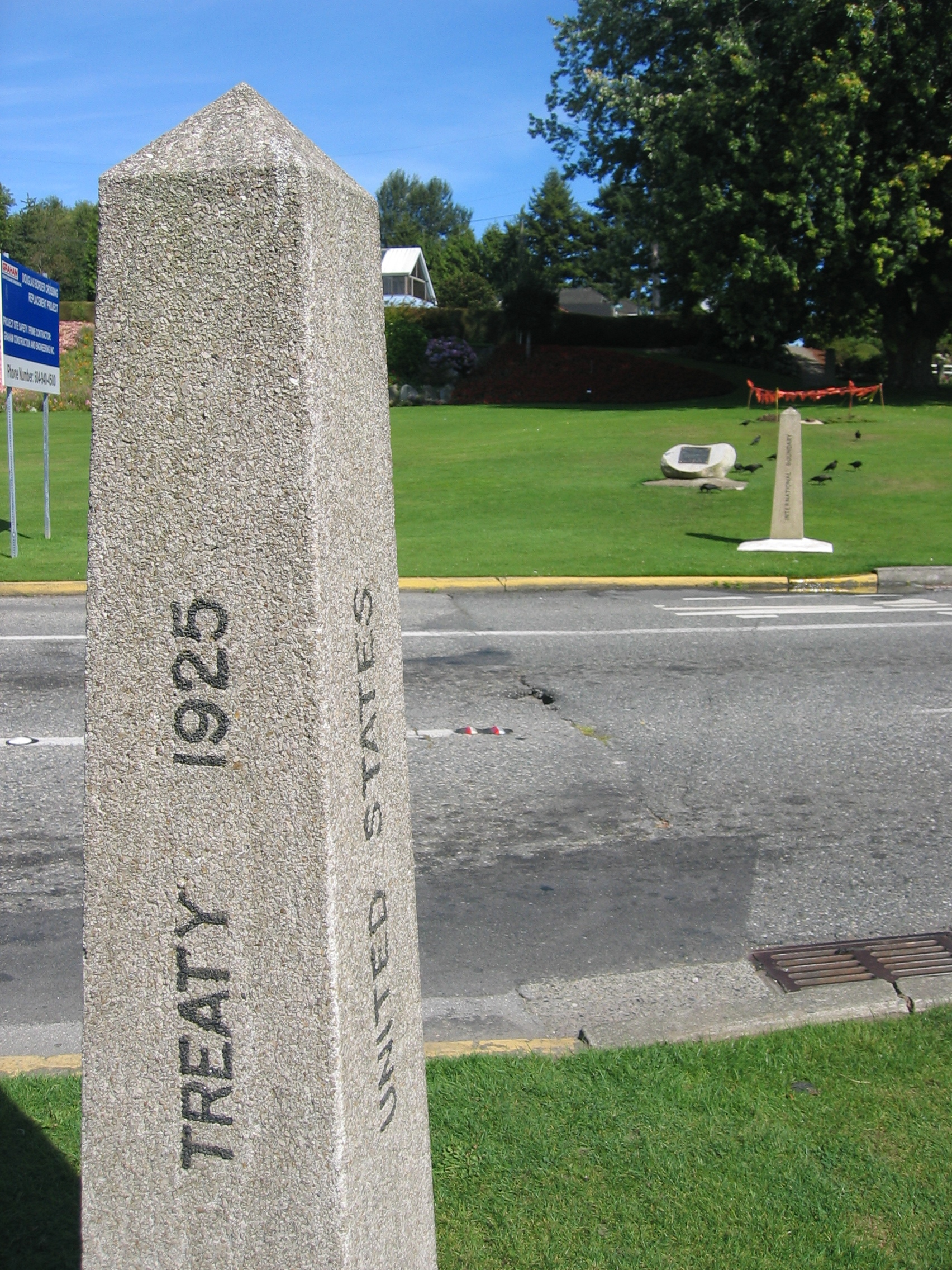
Типовий геодезичний знак на американо-канадському кордоні. Він віддідяє Блейн (Вашингтон) від Суррея (Британська Колумбія)

Через 49-ту паралель північної широти проходить кордон між канадськими провінціями Британська Колумбія, Альберта, Саскачеван і Манітоба та штатами Вашингтон, Айдахо, Монтана, Північна Дакота і Міннесота в США

Хоча частина острова Ванкувер та частина Східної Канади розташовані на південь від 49-ї паралелі пн.ш., а частини США (Аляска, Північно-Західний Кут) розташовані на північ від неї, термін 49-та паралель іноді використовується як метонім для позначення всього американо-канадського кордону. Насправді більшість найбільш густонаселених регіонів Канади, в яких проживає понад 72 % населення цієї країни, розташовані на південь від 49-ї паралелі, включно з два найбільшими містами Канади — Торонто (43°42′ на північ) та Монреалем (45°30′ на північ). Федеральна столиця Оттава (45°25′ на північ) та столиці семи провінцій Канади (Онтаріо, Квебек, Нью-Брансвік, Острів Принца Едварда, Нова Шотландія, Ньюфаундленд і Лабрадор та Британська Колумбія) також лежать на південь від 49-ї паралелі пн.ш.. Три провінції (Нью-Брансвік, Острів Принца Едварда та Нова Шотландія) повністю розташовані на південь від паралелі, але переважна більшість території Канади лежить на північ від неї.
Геодезична зйомка 49-ї паралелі пн.ш. була проведена з використанням астрономічних методів, які не враховували незначні відхилення форми Землі від простого еліпсоїда або відхилення виска через різницю в земній масі. Геодезичні технології початку та середини XIX століття були обмеженими, але завдяки їм були отримані доволі точні результати. Однак у деяких місцях канадсько-американський кордон проходить на відстані кількох сотень метрів від географічної 49-ї паралелі, в середньому у 270 метрах південніше за неї. Лінія, по якій проходить кордон, коливається від 48°59′25″ пн.ш. (на 810 м південніше) до 49°0′10″ (на 590 м північніше) паралелі.
Північно-Західний Кут — це єдина частина суміжних штатів США, яка лежить на північ від 49-ї паралелі пн.ш. Паризький договір передбачав, що кордон між США та Великою Британією проходитиме через крайню північно-західну точку Лісового озера, і це було збережено навіть після того, як угода 1818 року встановила кордон на захід від цієї точки по 49-й паралелі.
У той час, коли США та Велика Британія визнали 49-ту паралель пн. ш. як кордон, велика частина Північноамериканського континенту ще не була нанесена на карту. Після встановлення кордону британські геодезисти виявили, що мис Робертс лежить на південь від 49-ї паралелі. Британці вимагали, щоб Сполучені Штати поступилися територією Великій Британії, але США не зробили цього.